# Kościół Najświętszego Serca Jezusowego w Karniewie
Kościół Najświętszego Serca Jezusowego – rzymskokatolicki kościół parafialny parafii Wszystkich Świętych należący do dekanatu makowskiego diecezji płockiej.

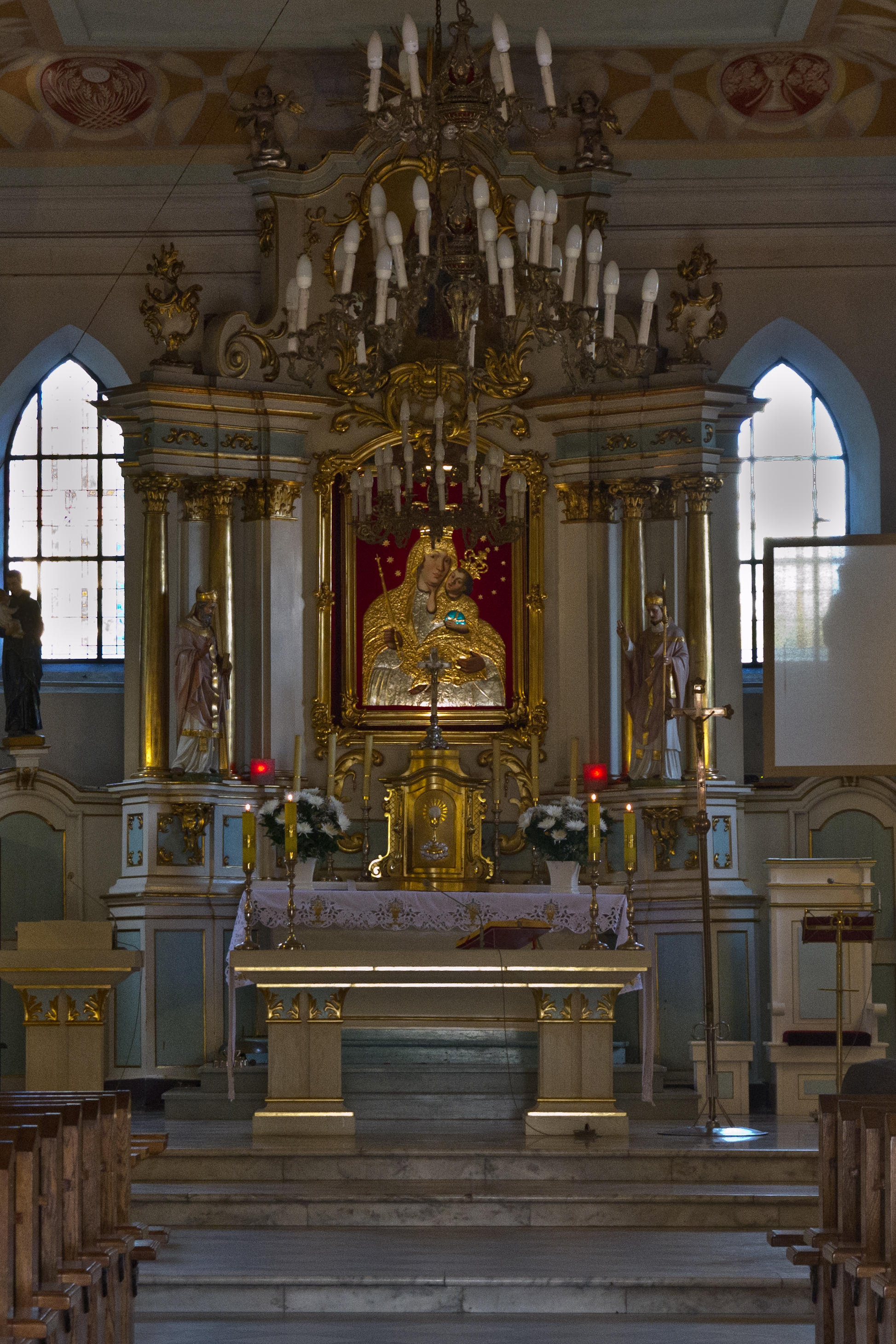
Wnętrze świątyni

Świątynia została ufundowana zapewne przez rodzinę Karniewskich. Była budowana od końca XVI wieku, natomiast konsekrowana została w 1620 roku. Jest to budowla reprezentująca styl gotycko-renesansowy, murowana z cegły, otynkowana, trzynawowa. Około 1630 roku do kościoła została dobudowana kaplica pod wezwaniem świętej Anny, nakryta sklepieniem kolebkowo-krzyżowym. Budowla nakryta jest dachem dwuspadowym, na kalenicy znajduje się mała wieżyczka z sygnaturką. Oprócz walorów architektonicznych świątynia posiada ciekawe wyposażenie z XVII–XIX wieku (ołtarze, ambona, chrzcielnica, feretrony).